# Ananthapuram
Ananthapuram è una suddivisione dell'India, classificata come town panchayat, di 5.869 abitanti, situata nel distretto di Viluppuram, nello stato federato del Tamil Nadu. In base al numero di abitanti la città rientra nella classe V (da 5.000 a 9.999 persone).

## Geografia fisica
La città è situata a 12° 08' 20 N e 79° 22' 58 E.

## Società

### Evoluzione demografica
Al censimento del 2001 la popolazione di Ananthapuram assommava a 5.869 persone, delle quali 2.938 maschi e 2.931 femmine. I bambini di età inferiore o uguale ai sei anni assommavano a 656, dei quali 359 maschi e 297 femmine. Infine, coloro che erano in grado di saper almeno leggere e scrivere erano 3.576, dei quali 2.141 maschi e 1.435 femmine.